# Gniewoszów (Mazovië)
Gniewoszów is een dorp in het Poolse woiwodschap Mazovië, in het district Kozienicki. De plaats maakt deel uit van de gemeente Gniewoszów en telt 670 inwoners.